# Mina de Oro (Dzidzantún)
Mina de Oro es una localidad del municipio de Dzidzantún, Estado de Yucatán, México.

## Importancia histórica
Junto con San Crisanto, Chabihau y Santa Clara fueron importante puertos de salida de productos de la región, siendo que esta población se comunicaba con una vía de tranvía rural Decauville con la hacienda San Francisco Manzanilla, cerca de Dzidzantún. La extracción de sal es todavía realizada en la ciénega.

## Demografía
Según el censo de 2005 realizado por el INEGI, la población de la localidad era de 2 habitantes.
| 34                          | 34 | 28 | 39 | 42 | 13 | 47 | 0 | 5 | ? | ? | 0 | 2 |
| (Fuente: INEGI [Consultar]) |    |    |    |    |    |    |   |   |   |   |   |   |

## Galería

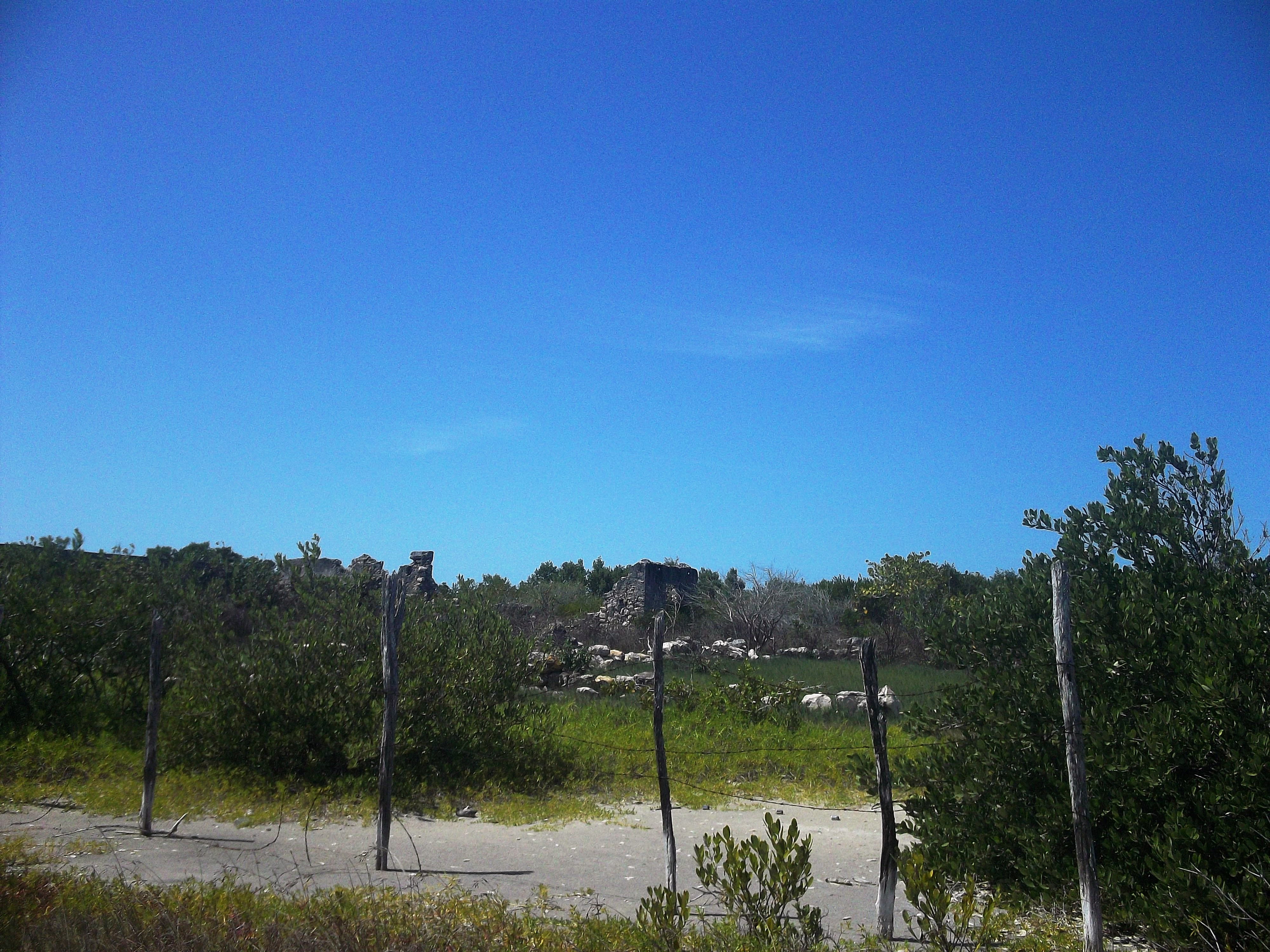
Vista de Mina de Oro.
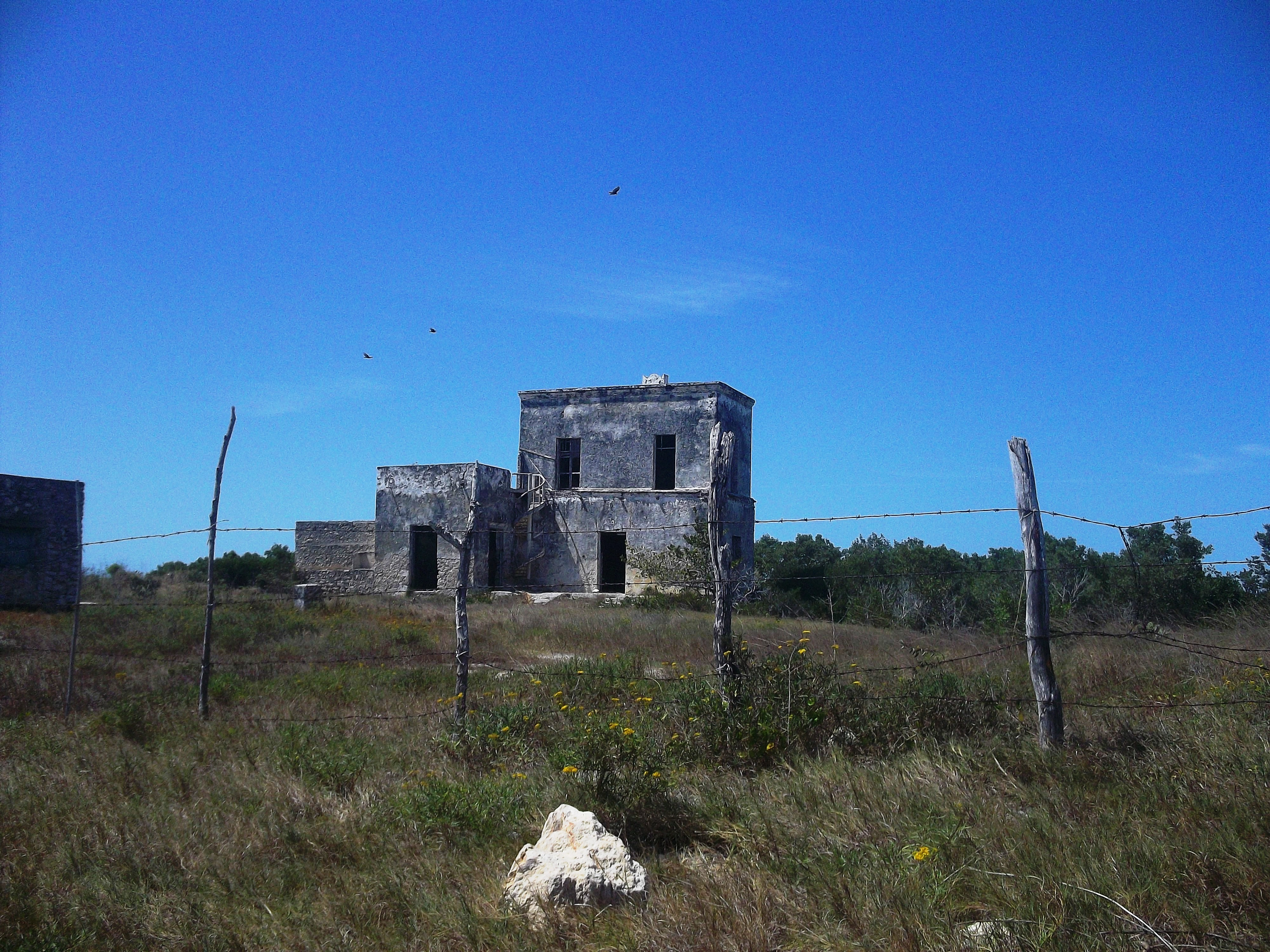
Vista de Mina de Oro.
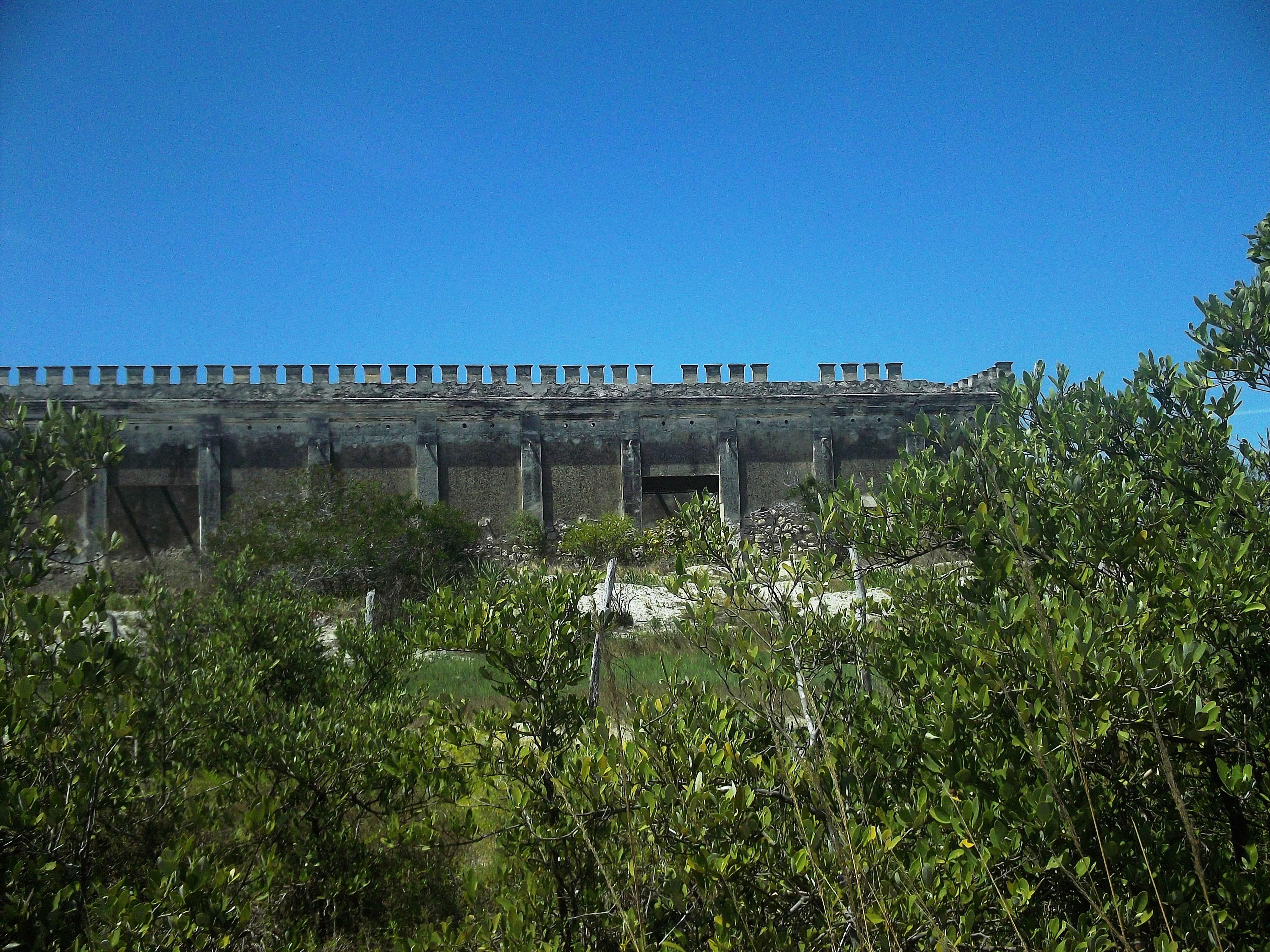
Vista de Mina de Oro.
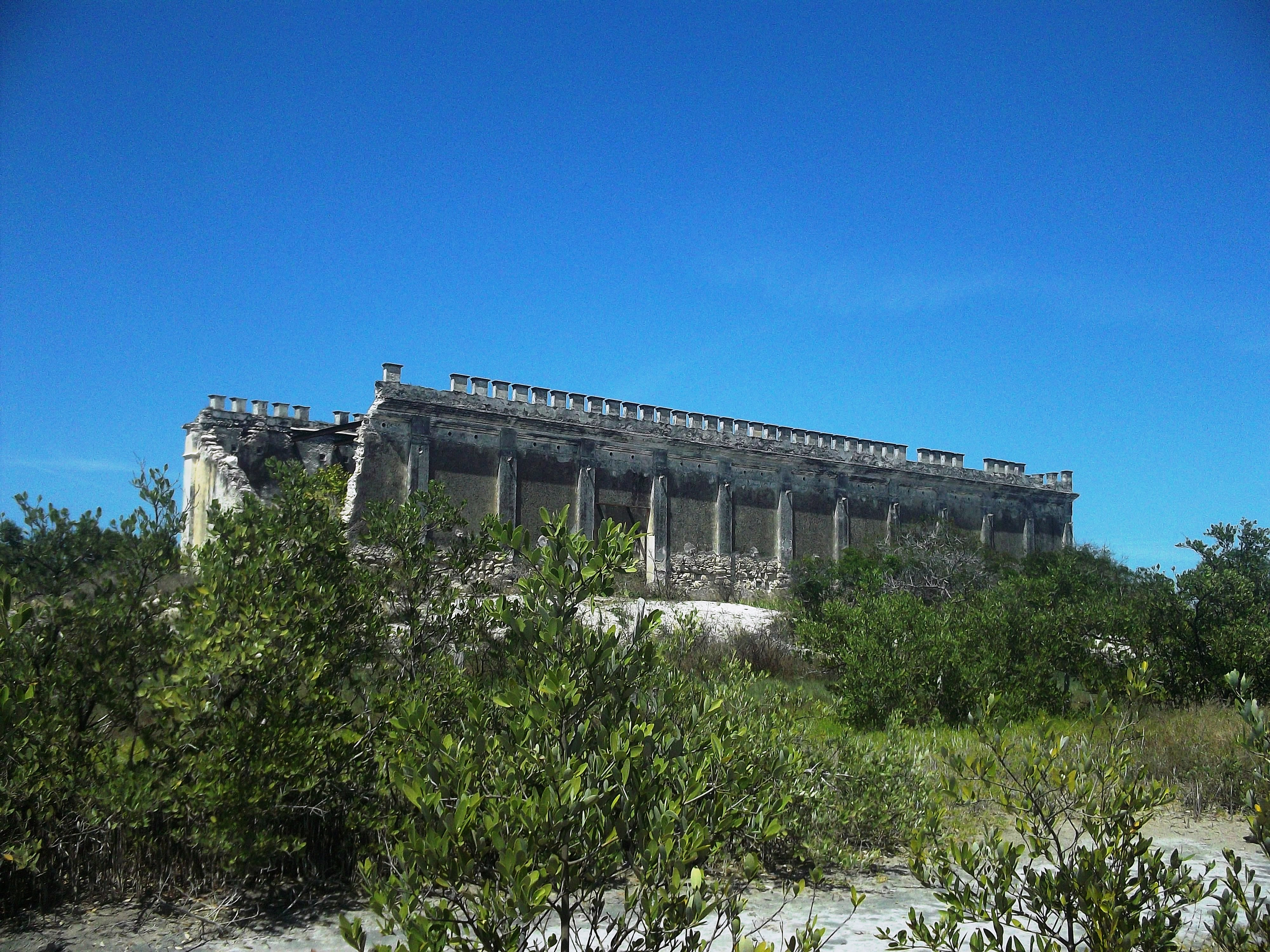
Vista de Mina de Oro.